# Carlos Romero Herrera
José Carlos Romero Herrera (Fuentesaúco, 1941) es un político español que fue Ministro de Agricultura en varios gobiernos de Felipe González.
Miembro del Partido Socialista Obrero Español (PSOE), en la formación del primer gobierno de Felipe González en 1982 fue nombrado Ministro de Agricultura, cargo que desempeñó durante tres legislaturas. En las elecciones generales de 1986 fue elegido diputado al Congreso por la provincia de Zamora, repitiendo su escaño en las elecciones de 1989.